# Yngre germansk järnålder
Yngre germansk järnålder (ca 520/30-790) kallas i Danmark den period av Nordens förhistoria som i Sverige ungefär motsvaras av vendeltiden (ca 550-800) och i Norge av merovingertiden (ca 570 – 800). Arkeologisk kännetecknas perioden exempelvis av fynd av guldgubbar. Perioden följs av vikingatiden kring 790, då det arkeologiska fyndmaterialet ändras, till exempel hittas nu redskap av stål.  